# New Balance
New Balance («Нью Бэланс») — американский производитель спортивной одежды и обуви, базирующийся в Бостоне (штат Массачусетс, США). Компания была основана в 1906 году, с 1972 года принадлежит Джиму Дейвису.

## История

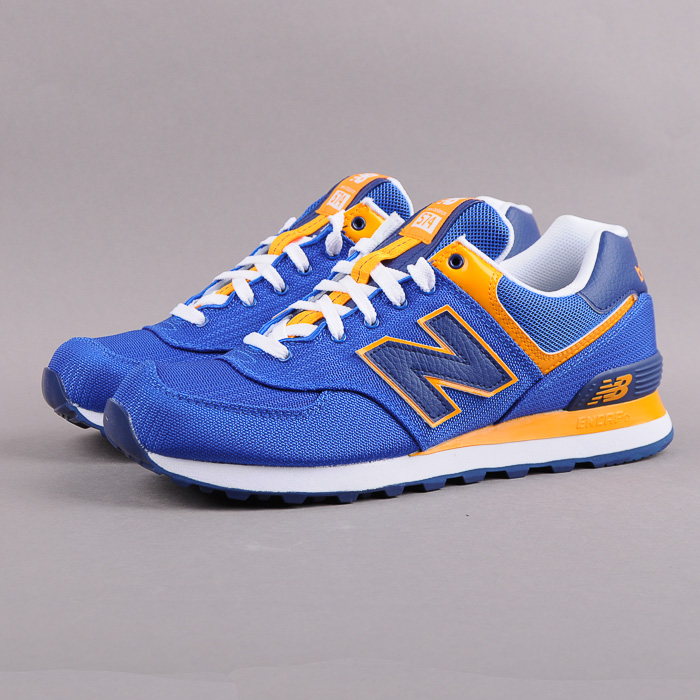
Кроссовки New Balance

В 1906 году Уильям Дж. Райли, английский эмигрант, основал New Balance Arch Support Company, производившую супинаторы и ортопедическую обувь. Первые полвека своего существования компания оставалась нишевым производителем, известным только в Массачусетсе. В 1956 году компанию купили Пол и Элеонора Кидд. В 1961 году была разработана модель кроссовок Trackster, которую компания начала продавать по почте спортсменам местных колледжей; особенностью модели было то, что она имела рифлёную подошву и выпускалась разных размеров не только по длине, но и по ширине. В начале 1970-х годов в компании работало 5 человек, она выпускала 30 пар кроссовок в день.
В 1972 году компанию купил Джим Дейвис, заплатив за неё 100 тыс. долларов, что равнялось годовой выручке New Balance. В это время в США входил в моду бег трусцой, в сочетании с маркетинговыми навыками Дейвиса это привело к стремительному росту продаж: уже в 1976 году оборот достиг 1 млн долларов, а в следующем году — 4,5 млн долларов. В октябре 1976 года журнал Runner's World назвал кроссовки New Balance 320 лучшей обувью для бега, две другие модели компании заняли 3-е и 7-е места. В 1978 году был заключён контракт на производство кроссовок с тайваньской Pou Chen Corporation, но значительная часть продукции по-прежнему изготавливалась в Массачусетсе. К 1985 году оборот компании достиг 85 млн долларов, но затем рост резко замедлился; основной проблемой была высокая себестоимость продукции — рабочие в США получали 10 долларов час, в то время как конкуренты производили товар в Азии, где зарплаты были на уровне 1 доллар в день. Тем не менее, Дейвис отказался закрыть фабрики в США, вместо этого решил инвестировать в автоматизацию производства. Из 100 млн годовой выручки в начале 1990-х годов 2—3 млн вкладывалось в новое оборудование, в частности, компьютеризированные системы дизайна и производства; это позволило сократить время разработки новой модели с 1 года до 4 месяцев, а также достичь рентабельности, сравнимой с конкурентами. К 1995 году оборот достиг 380 млн долларов, было начато производство одежды и линий обуви для различных видов спорта. Поскольку собственные фабрики в Мэне и Массачусетсе уже не справлялись со спросом, во второй половине 1990-х годов компания всё больше полагалась на контрактных производителей в Азии. В 1998 году был куплен бренд Dunham, под которым начали выпускаться ботинки.
В 2000 году в партнёрстве с Pou Chen Corporation была открыта фабрика в Калифорнии. К этому времени оборот компании достиг 1 млрд долларов, она стала 4-м крупнейшим производителем спортивной обуви, а в 2003 году вышла на 3-е место с долей 11 %. В феврале 2004 года был поглощён производитель экипировки для лякросса Warrior, после чего New Balance стала спонсором главной лиги лякросса.
Перед выборами президента США 2016 ряд радикально настроенных активистов по всей территории США устраивал акции с публичным сожжением кроссовок New Balance. Это было связано с тем, что вице-президент компании публично высказался в поддержку кандидата Трампа.

## Собственники и руководство
Джиму Дейвису и его семье принадлежит 95 % акций компании. Джим Дейвис занимает пост председателя совета директоров; его жена Анна — вице-председатель. По оценке Forbes состояние Джима Дейвиса в 2025 году было на уровне 6,5 млрд долларов, он занимал 540-е место среди самых богатых людей мира; в списке самых богатых американцев Forbes 400 за 2024 год оказался на 198-м месте. Также он один из самых богатых этнических греков.
Джо Престон (Joe Preston) — президент и генеральный директор с 2018 года, в компании с 1995 года.

## Деятельность
Компании принадлежит 7 обувных фабрик, 6 из них находятся в США (штаты Мэн, Массачусетс и Нью-Гемпшир), 1 в Великобритании; на них в сумме работает 1600 человек. Они выпускают часть продукции, продаваемой в США и странах Западной Европы. Остальной товар изготавливают независимые контрактные производители; в 2023 году у компании было 163 поставщика готовой продукции и 275 поставщиков материалов и комплектующих; фабрики находятся во Вьетнаме, Камбодже, Индонезии и Мексике.

## Спонсорство
New Balance стала официальным партнёром футбольного клуба «Мельбурн», выступающего в Австралийской футбольной лиге. New Balance спонсирует игроков в крикет, среди них Стив Смит, Ник Мэдиссон, Гэри Балланс, Джонатан Тротт, Пэт Кумминс, Бен Стокса, Джеймс Паттинсон, Аарон Финч и Дейл Стейн. После официального запуска в июле 2011 года, New Balance является спонсором системы совместного использования велосипедов, Нью Бэланс Хабвей. New Balance оказывает поддержку канадскому теннисисту Милошу Раоничу.
New Balance начала свой футбольный бизнес через дочернюю компанию Warrior Sports в 2012 году, подписав спонсорский контракт с «Ливерпулем» на 40 млн долларов в год. В феврале 2015 года компания объявила о переходе спонсорства на бренд NB. Среди других спонсорируемых клубов были «Эмелек», «Сток Сити», «Порту», «Севилья», «Селтик», «Бери», «Рубин» и «Динамо (футбольный клуб, Киев)», а также национальные сборные, такие как Сборная Коста-Рики и Сборная Панамы. Спонсорские контракты заключались и с отдельными игроками, такими как Венсан Компани, Маруан Феллайни, Тим Кэхилл и Никица Елавич.
В марте 2015 года, компания подписала персональные рекламные контракты с футбольными звёздами, среди них Аарон Рэмзи, Аднан Янузай, Самир Насри, Фернандо Режес, Венсан Компани, Хесус Навас и Маруан Феллайни.
В феврале 2019 года компания New Balance стала официальным партнёром команды Формулы-1 Alfa Romeo Racing (бывшая Sauber F1 Team). В состав команды входили пилоты Кими Райкконен и Антонио Джовинацци.
На июль 2023 года New Balance была техническим спонсором следующих футбольных клубов: «Лилль» (Франция), «Атлетик Бильбао» (Испания), «Порту» (Португалия), «Динамо» Киев (Украина), «Кардифф Сити» (Уэльс).